# Marco Ferreri
Marco Ferreri (11. maj 1928 – 9. maj 1997) var en italiensk filminstruktør, manuskriptforfatter og skuespiller. Han blev født i Milano og døde i Paris af et hjertetilfælde. I forbindelse med hans dødsfald udtalte Gilles Jacob, regissøren ved Filmfestivalen i Cannes, at: «Italiensk film har mistet en af sine mest originale kunstnere, en af sine mest personlige forfattere …»  Hans mest kendte film er Det store ædegilde (1973), med Marcello Mastroianni, Michel Piccoli, Philippe Noiret og Ugo Tognazzi i hovedrollerne. Herudover har han blandt mange andre film også instrueret Ægtesengen (1963), Bryllupsmarchen (1965), Bristepunktet (1969), Den sidste kvinde (1975) og Helt normalt galskab (1981).

## Filmografi (udvalgte)
- Los chicos, (1959)
- L'appartamentino, (1959)
- La carrozzella, (1960)
- Le italiane e l'amore – (L'infedeltà coniugale), (1961)
- Una storia moderna, (1963)
- Controsesso – (Il professore), (1964)
- La donna scimmia, (1964)
- Oggi, domani e dopodomani – (L'uomo dei 5 palloni), (1965)
- Marcia nuziale, (1965)
- L'uomo dei cinque palloni, (1965)
- Corrida!  (1966)
- L'harem, (1967)
- Dillinger è morto, (1969)
- Il seme dell'uomo, (1969)
- Perché pagare per essere felici, (1971)
- L'udienza, (1971)
- La cagna, (1972)
- La grande abbuffata, (1973)
- Non toccare la donna bianca, (1974)
- L'ultima donna, (1976)
- Yerma, (1978) – TV
- Ciao maschio, (1978)
- Chiedo asilo, (1979)
- Storie di ordinaria follia, (1981)
- Storia di Piera, (1983)
- Il futuro è donna, (1984)
- I Love You, (1986)
- Come sono buoni i bianchi, (1988)
- Il banchetto di Platone, (1989) – TV
- La casa del sorriso, (1991)
- La carne, (1991)
- Diario di un vizio, (1993)
- Nitrato d'argento, (1996)